# وضعية اللوتس

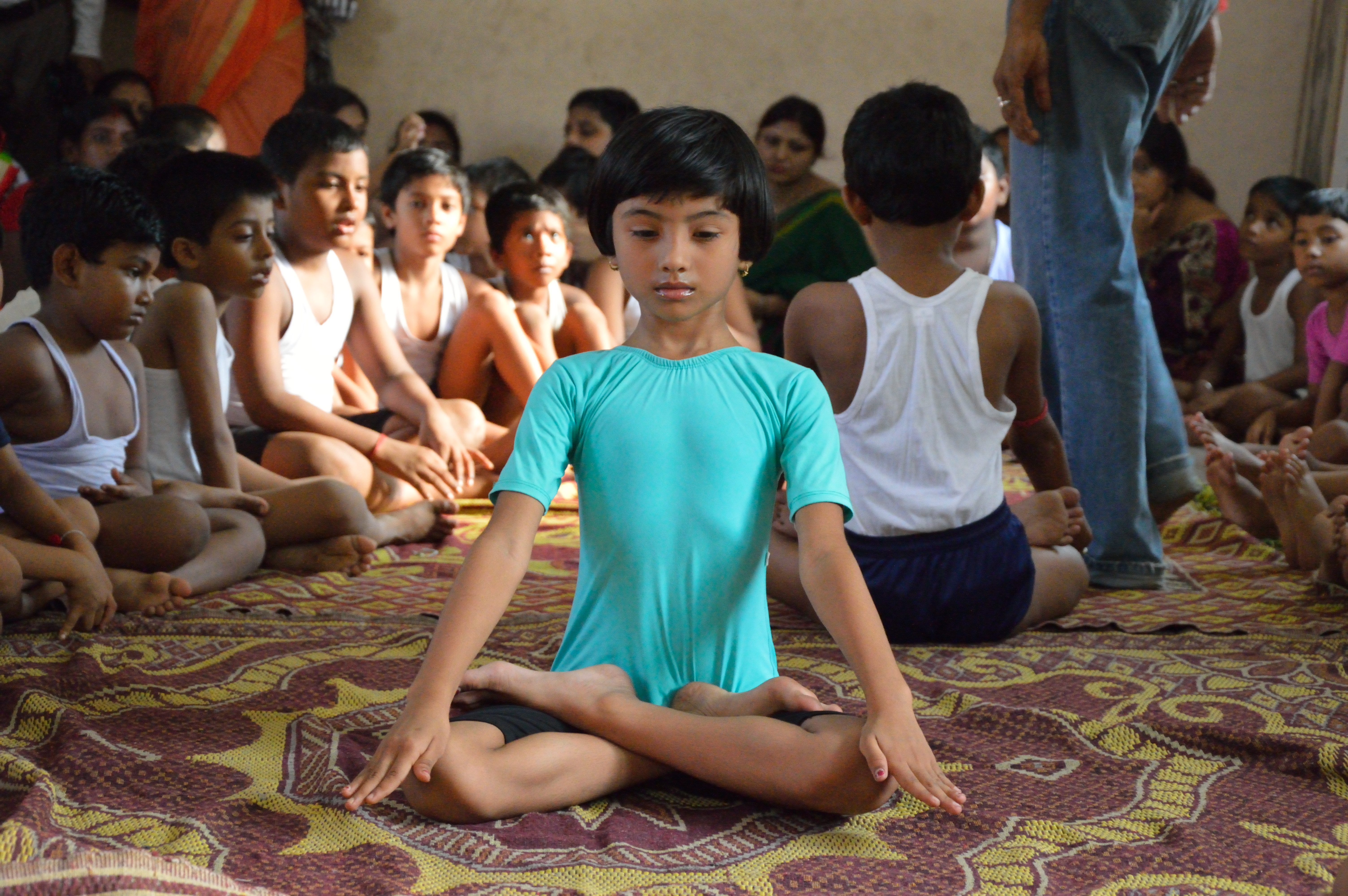
وضعية اللوتس.

وضعية اللوتس أو بادماسانا هي وضعية جلوس قرفصاء للتأمل نشأت في الهند القديمة.حيث يتم وضع كل قدم على الفخذ المقابل وتستتخم على نطاق واسع للتأمل في التقاليد الهندوسية،تنترا،الجاينية والبوذية.يمكن لتلك الوضعية أن تكون غير مريحة للأشخاص الذين لم يعتادوا على الجلوس على الأرض،وماولة إجبار الأرجل على الوضع قد تؤدي إلى إصابة في الركبة.